# Heliotropium arguzioides
Heliotropium arguzioides är en strävbladig växtart som beskrevs av Karelin och Kirilov. Heliotropium arguzioides ingår i Heliotropsläktet som ingår i familjen strävbladiga växter. Inga underarter finns listade i Catalogue of Life.